# Franz Heinrich Schröter
Franz Heinrich Schröter (* 28. Mai 1835 in Birkenfeld im Kreis Rastenburg; † 1911 ebenda) war ein deutscher Richter. Er saß im Deutschen Reichstag und im Preußischen Abgeordnetenhaus.

## Leben
Schröter besuchte das Philanthropinum Dessau und studierte 1856–1858 an der Universität Jena und 1858/59 an der Friedrich-Wilhelms-Universität zu Universität Berlin Rechtswissenschaft. 1857 wurde er Mitglied des Corps Thuringia Jena. 1859 trat er in den Justizdienst beim Stadtgericht in Berlin. 1864 wurde er Gerichtsassessor, 1867 Kreisrichter in Eberswalde und später dort Amtsgerichtsrat. 1877–1879 war er Mitglied des Preußischen Abgeordnetenhauses für Ober- und Nieder-Barnim. Weiter war er Mitglied des Kreistages für den Kreis Ober-Barnim und des Kirchenrats der St. Johannes-Gemeinde in Eberswalde, der Kreissynode Eberswalde-Freienwalde, des Kreissynodalvorstandes und der Provinzial-Synode der Provinz Brandenburg. 1881–1884 war er Mitglied des Deutschen Reichstags für den Wahlkreis Regierungsbezirk Potsdam 5 Oberbarnim und die Liberale Vereinigung.